# Mezobromelia capituligera
Mezobromelia capituligera är en gräsväxtart som först beskrevs av August Heinrich Rudolf Grisebach och som fick sitt nu gällande namn av Jason Randall Grant. 
Mezobromelia capituligera ingår i släktet Mezobromelia och familjen Bromeliaceae. Inga underarter finns listade i Catalogue of Life.

## Bildgalleri

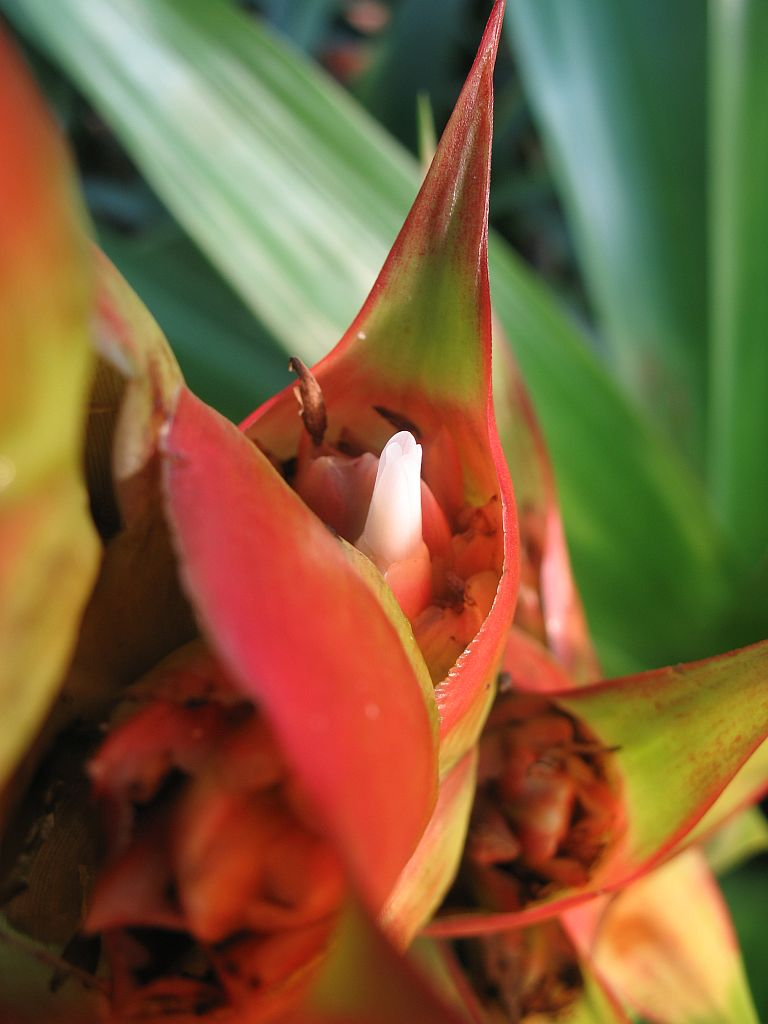
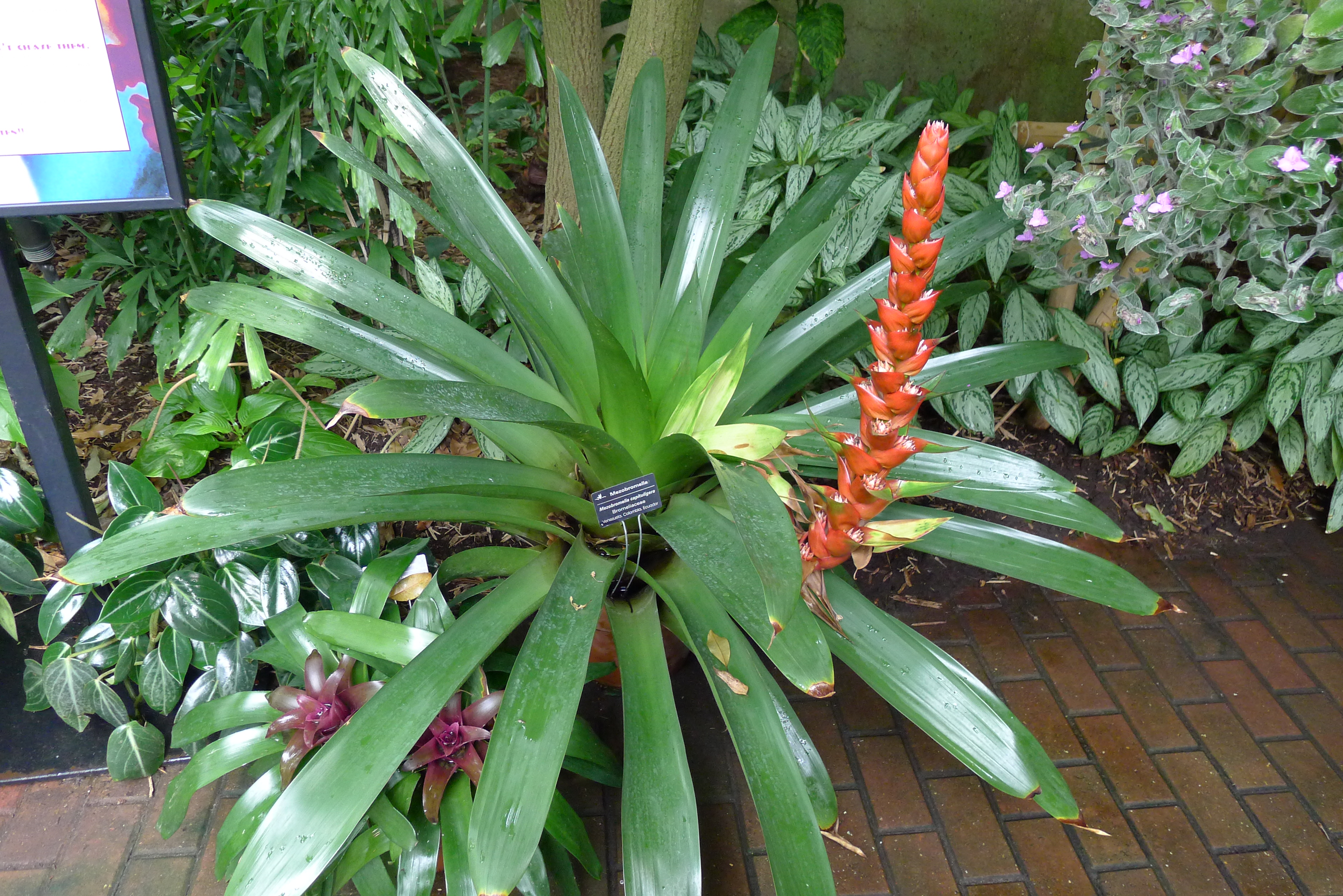